# كريستينا جنسن
كريستينا جنسن (21 يناير 1974 - ) هي مدربة كرة قدم ولاعبة كرة قدم دانمركية في مركز حراسة المرمى، شاركت في الألعاب الأولمبية الصيفية 1996. ولعبت مع نادي أودنسه.

## وصلات خارجية
- كريستينا جنسن على موقع الاتحاد الدولي (مؤرشف)  (الإنجليزية)
- كريستينا جنسن على موقع عالم كرة القدم.نت (الإنجليزية)
- كريستينا جنسن على موقع أوليمبيديا (الإنجليزية)